# 15 juin 1970
Le lundi 15 juin 1970 est le 166e jour de l'année 1970.

## Naissances
- Žan Tabak, joueur de basket-ball croate
- Amanda Cromwell, joueuse et entraîneuse américaine de soccer
- Christophe Monniot, saxophoniste de jazz français
- Chung Chung-hoon, directeur de la photographie coréen
- Darby Conley, dessinateur américain
- Janie Eickhoff, cycliste américaine
- José Manuel Galdames Ibáñez, footballeur espagnol
- Leah Remini, actrice américaine
- Marie-Hélène Fortin, violoniste et chanteuse québécoise
- Pepijn Aardewijn, rameur d'aviron néerlandais
- Romulus Buia, footballeur roumain
- Samir Sellimi, joueur de football tunisien
- Thomas Rudolph, lugeur allemand
- Tony Dorsey, joueur de basket-ball américain

## Décès
- Almada Negreiros (né le 7 avril 1893), artiste portugais
- Amédée Lemozi (né le 11 janvier 1882), archéologue, spéléologue et préhistorien français
- Archibald Sinclair (né le 22 octobre 1890), homme politique britannique
- Henri Queuille (né le 31 mars 1884), homme politique français
- Hortense Powdermaker (née le 24 décembre 1900), anthropologue, professeur et chercheuse américaine

## Événements
- Yves Guéna, ministre des Postes et Télécommunications, inaugure l'imprimerie des timbres-poste et des valeurs fiduciaires à Boulazac